# Lago Manágua
O lago Manágua (também conhecido como lago Xolotlán) é um lago da Nicarágua. Tem dimensões aproximadas de 65 por 25 km, com uma superfície total de 1042 km² e uma profundidade média de 9,5 metros (atingindo máximos da ordem dos 39 metros). A capital da Nicarágua, Manágua, está situada na margem sudoeste deste lago.
O Lago Manágua foi fortemente poluído, em parte pelas descargas de mercúrio feitas pela Kodak na década de 1950. Apesar da poluição, parte da população de Manágua ainda vive junto ao lago alimentado-se do seu peixe.
A alimentação das águas do lago é feita pelos rios Sinecapa e El Viejo.
O nível das suas água subiu 3 metros em 5 dias durante o furacão Mitch em 1998, destruindo as casas de muitos habitantes que moravam em suas margens.
O lago Manágua comunica com o muito maior lago Nicarágua cujo nível se encontra nove metros abaixo, através do rio Tipitapa. A ligação entre os dois lagos havia sido interrompida em 1910 devido a uma descida do nível das águas do Manágua, mas foi restabelecida em 1998 devido aos efeitos do furacão Mitch.